# Colombias stillahavsområde
Colombias stillahavsområde (spanska: región pacífica eller costa pacífica) är en av Colombias sex naturregioner.

Denna region består av slätten väster om Anderna.

## Departement
Departament i regionen är 
Cauca,
Chocó,
Nariño, och
Valle del Cauca.